# أدميرال

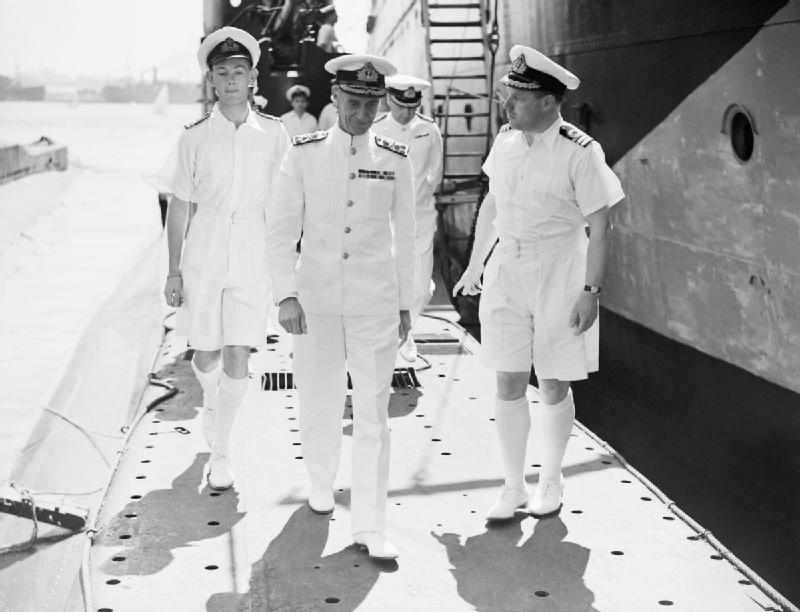
أدميرال في البحرية الملكية البريطانية بميناء الإسكندرية أثناء الحرب العالمية الثانية

رتبة أدميرال أو أميرال أو أمير البحر أو قائد الأسطول البحري أو فريق أول بحري هي واحدة من أعلى الرتب في بعض القوات البحرية وتحتل المرتبة الأولى في العديد منها. وفي دول الكومنولث والولايات المتحدة، فإن الأدميرال «العام» يعادل «فريق أول» في الجيش وهو أعلى من الفريق وأقل من أميرال الأسطول. في الناتو، يحصل الأدميرالات على رمز رتبة (OF-9) بأربع نجوم.

## أصل الكلمة
اشتُقّت كلمة أدميرال في اللغة الإنجليزية الوسطى من كلمة أميرال الأنجلو-فرنسية، بمعنى «قائد»، من أدميراليس أو أدميراليوس باللاتينية الوسطى. وهي الكلمتان المشتقتان بدورهما من كلمة أمير ذات الأصل العربي، أو (أمير ال)، كما في أمير البحر. كان المصطلح مستخدماً للإشارة إلى القادة البحريين العرب-اليونانيين في صقلية النورمانية، التي كان يحكمها العرب سابقاً، بحلول أوائل القرن الحادي عشر على الأقل.
استخدم روجر الثاني النورماندي ملك صقلية (1095-1154) مسيحياً يونانياً يُعرف باسم جورج الأنطاكي، كان قد خدم سابقاً كقائد بحري للعديد من الحكام المسلمين في شمال إفريقيا. نصب روجر جورج على أنه أمير الأمراء، على غرار اللقب العباسي، مع تحول اللقب إلى أميراتوس أميراتوروم باللاتينية في القرن الثالث عشر.
أخذ الصقليون وأهل جنوة فيما بعد المقطعين الأولين من المصطلح واستخدموهما ككلمة واحدة، أميرال، من خصومهم في أراغون. منح الفرنسيون والإسبان قادتهم البحريين ألقاباً مماثلة بينما حُرفّت الكلمة في البرتغالية إلى ألميرانتي. نظراً لاستخدام الكلمة من قبل الأشخاص الناطقين باللاتينية أو باللغات المتشعبة منها، فقد اكتسبت الحرف دي "d" وحملت سلسلة من النهايات والتهجئات المختلفة التي أدت إلى نطقها أدمي-رال بالإنجليزية في القرن الرابع عشر وإلى أدميرال بحلول القرن السادس عشر.

## التاريخ المتلاحق
أصبحت كلمة «أدميرال» مرتبطة تقريباً بأعلى رتبة بحرية في معظم أساطيل العالم حصرياً، أي ما يعادل رتبة فريق في الجيش. ومع ذلك، لكن هذا الأمر لم يكن دائماً؛ على سبيل المثال، في بعض الدول الأوروبية قبل نهاية الحرب العالمية الثانية، كان الأدميرال ثالث أعلى رتبة بحرية بعد الأميرال العام والأميرال الأعلى.
كما قُسمّت رتبة الأدميرال إلى درجات مختلفة، انقرض العديد منها تاريخياً بينما لا يزال البعض الآخر قيد الاستخدام في معظم القوات البحرية الحالية. استخدمت البحرية الملكية الألوان الأحمر والأبيض والأزرق بترتيب تنازلي للإشارة إلى أقدمية الأدميرالات حتى عام 1864؛ على سبيل المثال، كان أعلى رتبة لهوراشيو نيلسون هي نائب الأميرال الأبيض. المصطلح العام لتلك المرادفات البحرية لجنرالات الجيش هو ضابط العلم. كما استخدمت بعض القوات البحرية أيضاً ألقاباً تابعة للجيش، مثل لقب كرومويل «اللواء في البحر».

## شارة الأدميرال حسب كل بلد
غالباً ما تتضمن شارة رتبة الأدميرال أربعة نجوم أو ما يماثلها من شعارات، أو ثلاثة أشرطة على شريط عريض، ولكن هناك العديد من الحالات التي لا تتضمن فيها الشارة أربعة نجوم أو شعارات مماثلة.

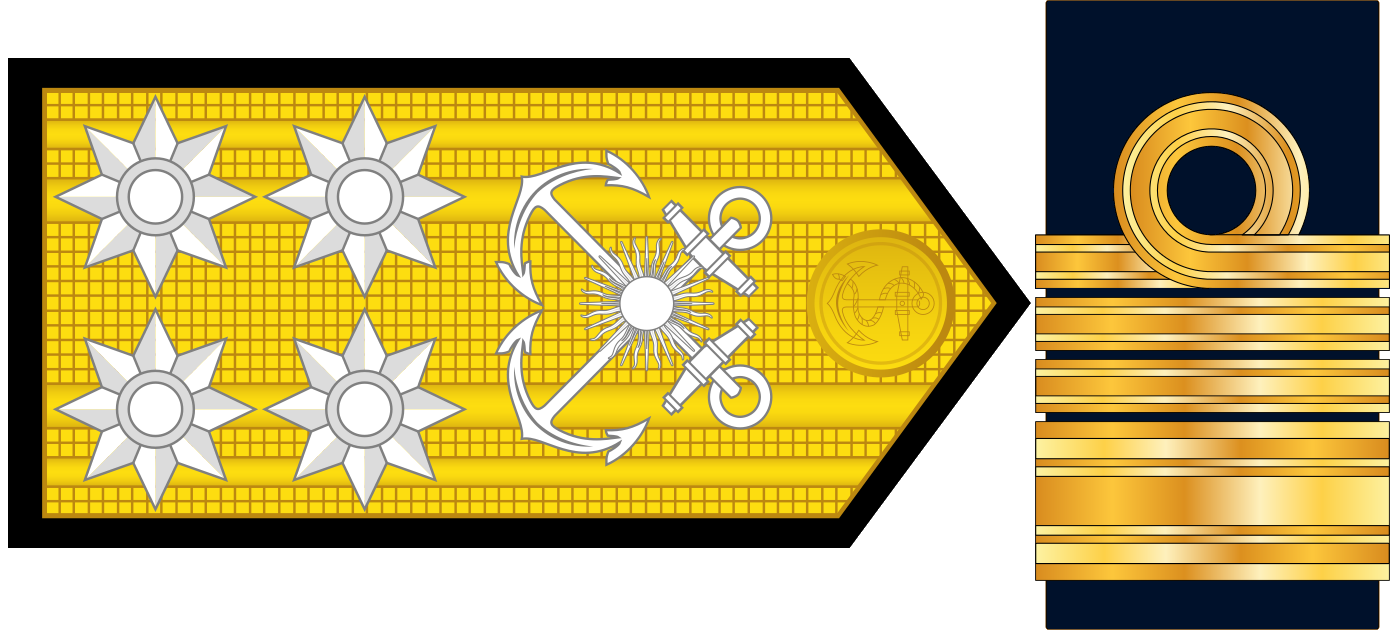
Almirante البحرية الأرجنتينية
أدميرال البحرية الملكية الأسترالية
أدميرال البحرية البنغالية
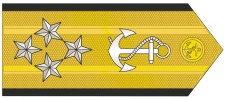
Almirante-de-Esquadra البحرية البرازيلية
Laksamana بحرية بروناي الملكية
Admiral (នាយឧត្តមនាវី) البحرية الملكية الكمبودية
أدميرال البحرية الملكية الكندية
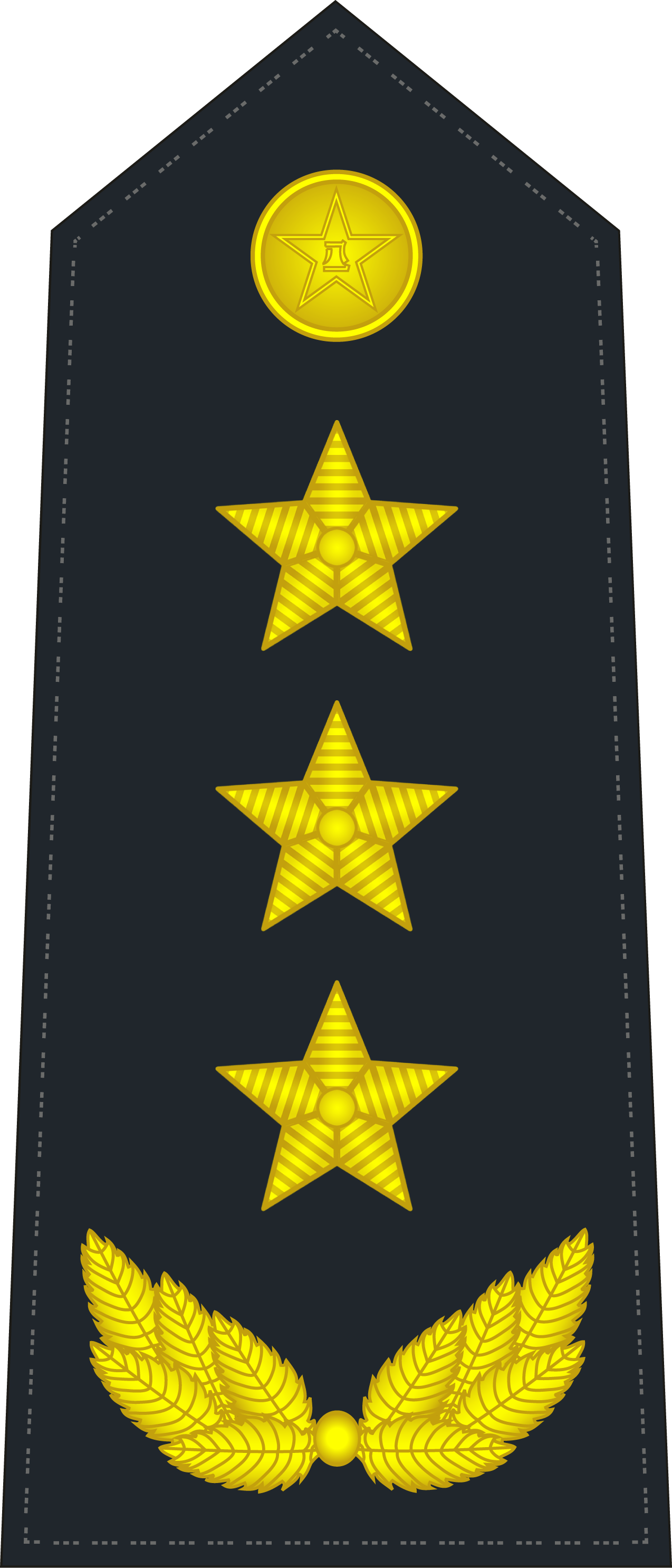
海军上将 بحرية جيش التحرير الشعبي
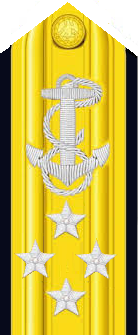
Almirante البحرية التشيلية
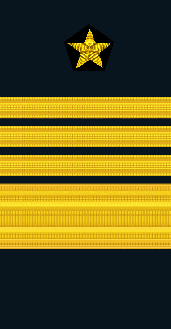
Almirante البحرية التشيلية
أدميرال البحرية الكرواتية
Almirante البحرية الكوبية
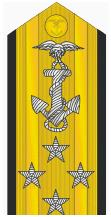
Almirante البحرية الإكوادورية
فريق أول القوات البحرية المصرية
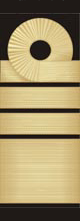
Admiral البحرية الإستونية
Amiraali البحرية الفنلندية
Amiraali البحرية الفنلندية
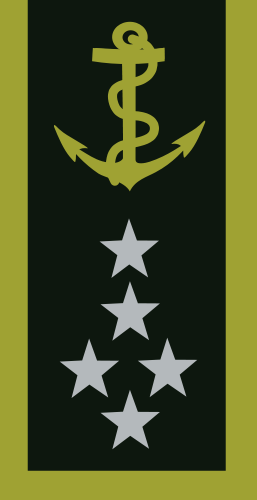
Amiral البحرية الفرنسية
أدميرال البحرية الغابونية
أدميرال البحرية الألمانية
أدميرال البحرية الألمانية
أدميرال البحرية الغانية
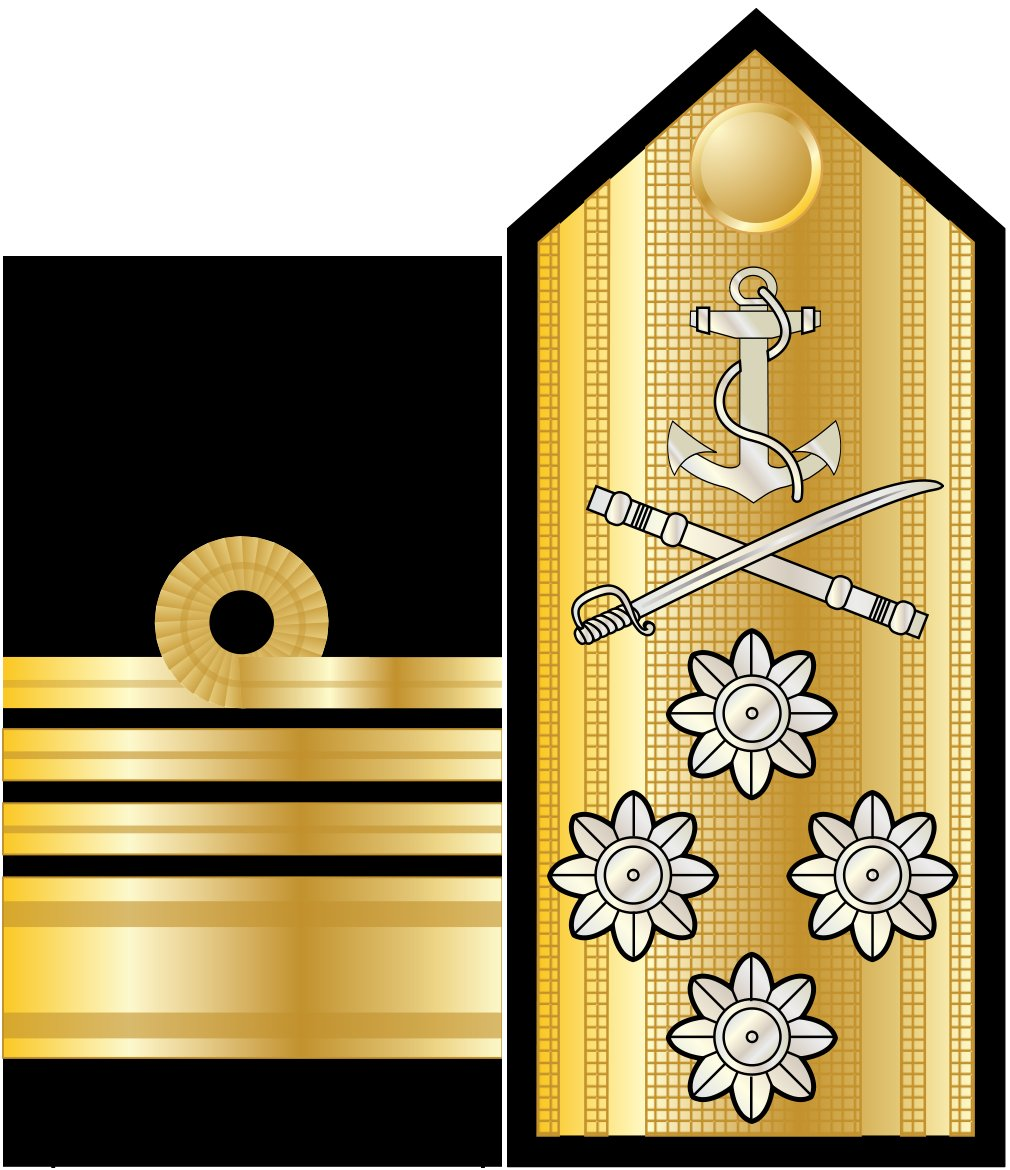
Návarchos البحرية اليونانية
أدميرال البحرية الهندية
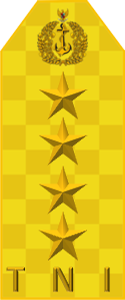
Laksamana البحرية الإندونيسية
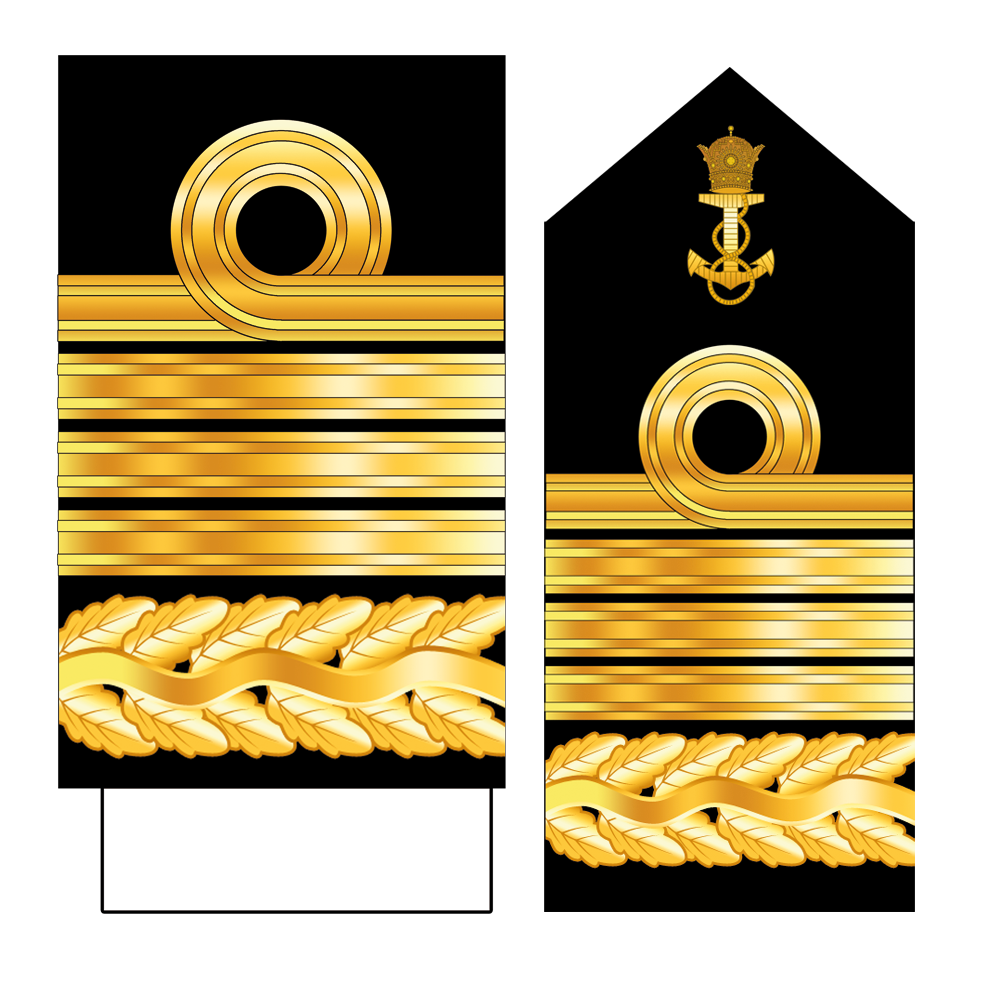
(دریابد) البحرية الإمبراطورية الإيرانية
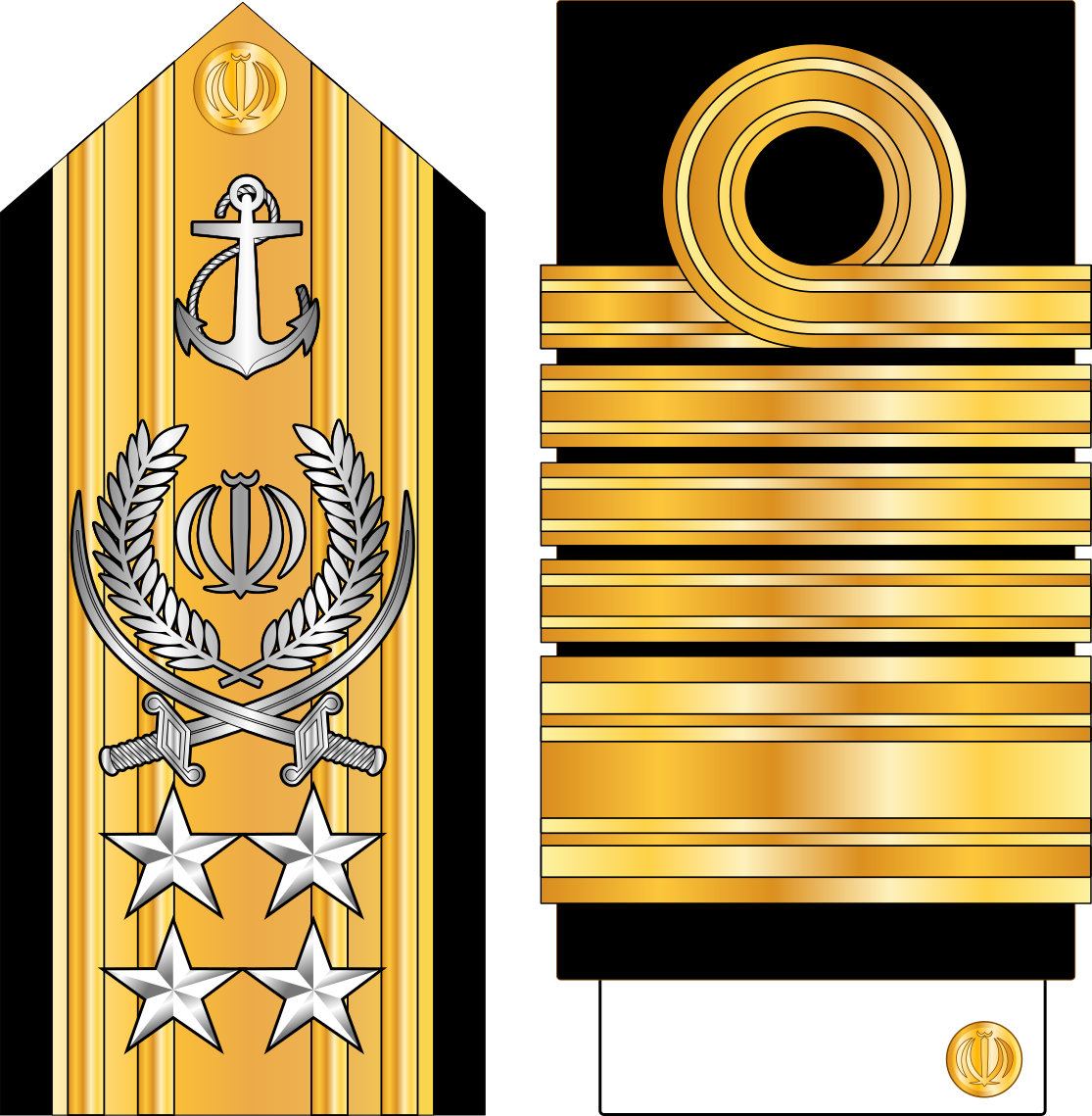
(دریابد) القوات البحرية الإيرانية الصفوية
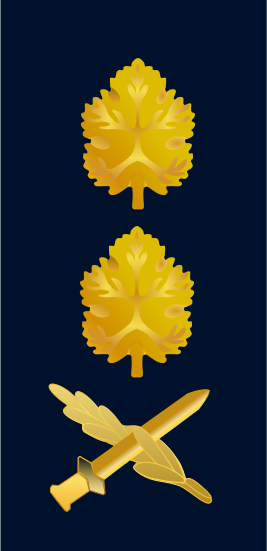
راف علوف (רב-אלוף) البحرية الإسرائيلية
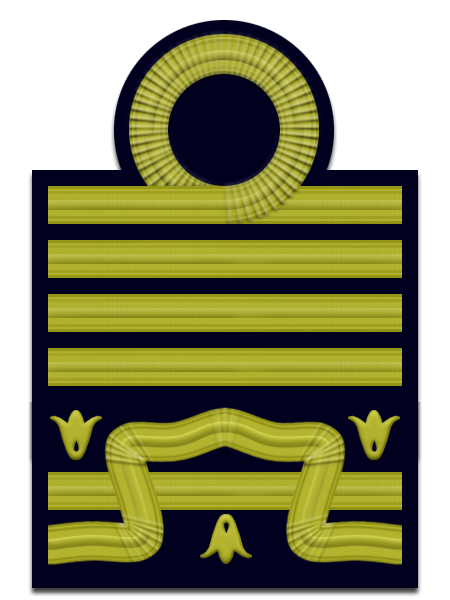
Ammiraglio البحرية الإيطالية
تستخدم رتبة كايشو كرئيس للأركان[ا] قوة الدفاع الذاتي البحرية اليابانية
أدميرال (فريق أول) القوة البحرية الكويتية
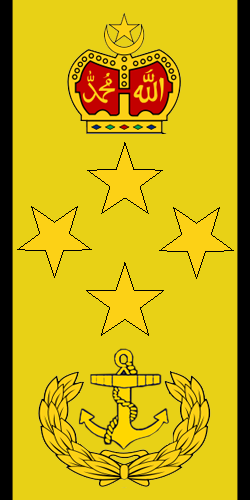
Laksamana البحرية الملكية الماليزية
أدميرال القوات البحرية للجبل الأسود
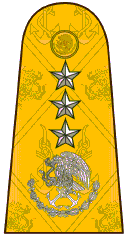
Almirante البحرية المكسيكية
أدميرال البحرية النرويجية
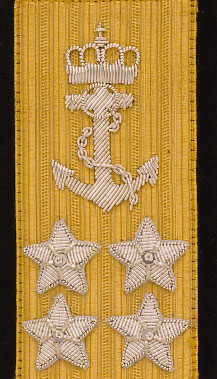
أدميرال البحرية الملكية النرويجية
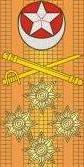
أدميرال البحرية الباكستانية
أدميرال البحرية الفلبينية
أدميرال البحرية الفلبينية
Admirał البحرية البولندية
Almirante البحرية البرتغالية
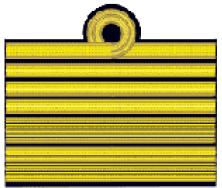
أدميرال البحرية الرومانية
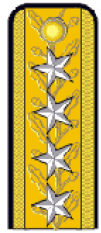
Amiral البحرية الرومانية
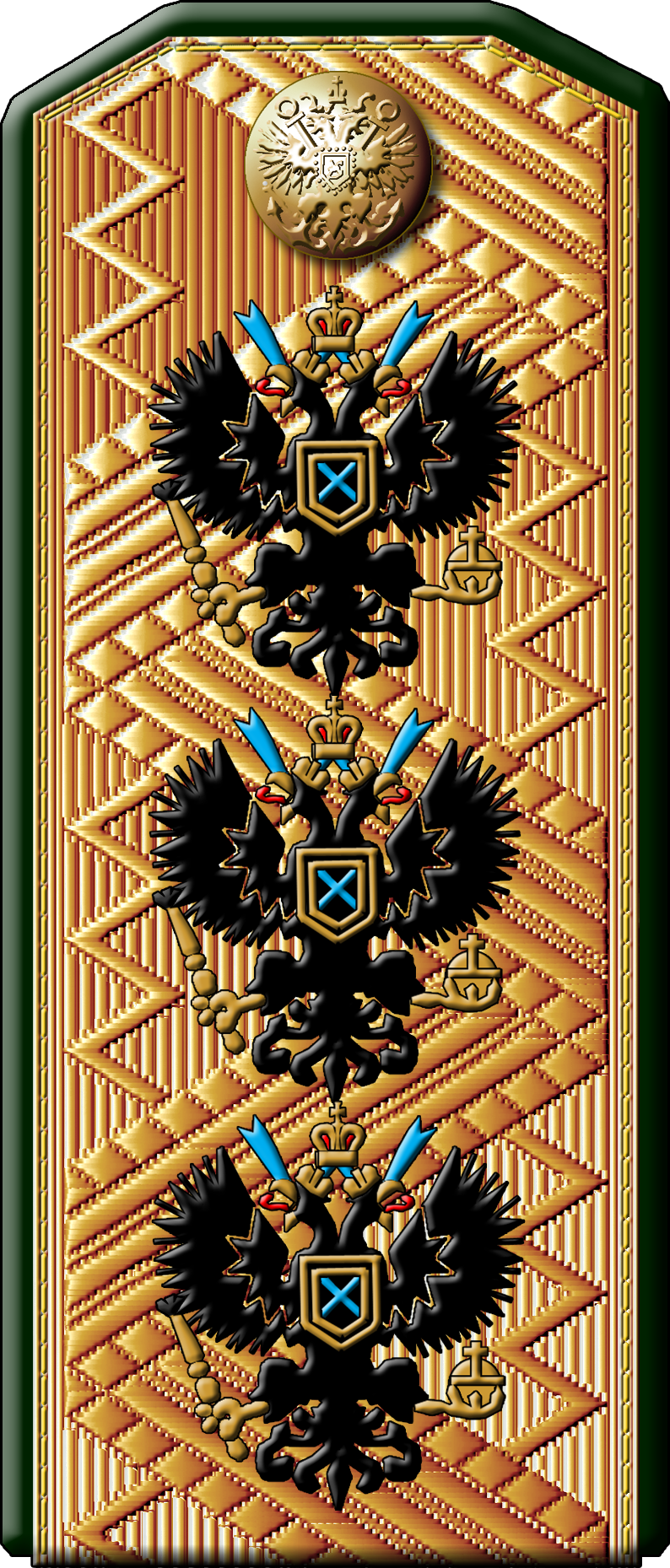
Адмиралъ البحرية الإمبراطورية الروسية (1884—1904)
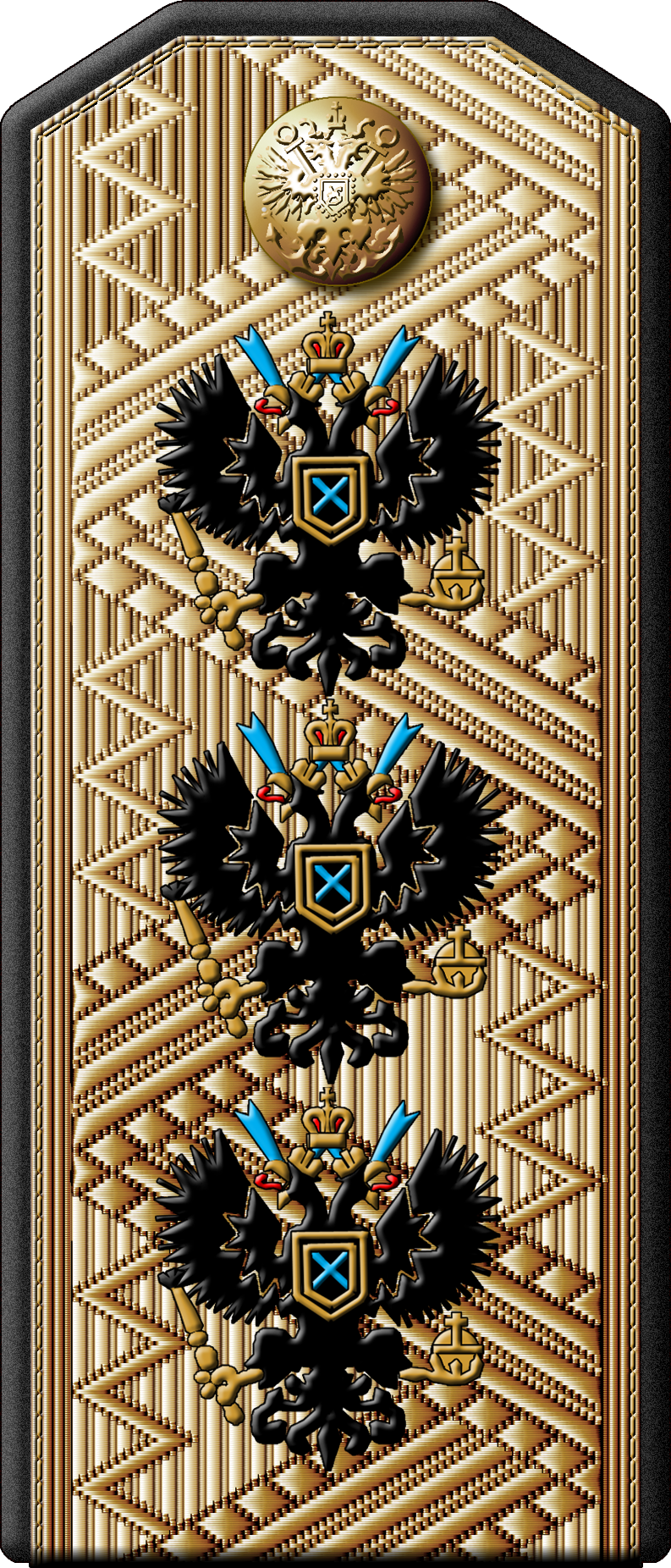
Адмиралъ البحرية الإمبراطورية الروسية (1904—1917)
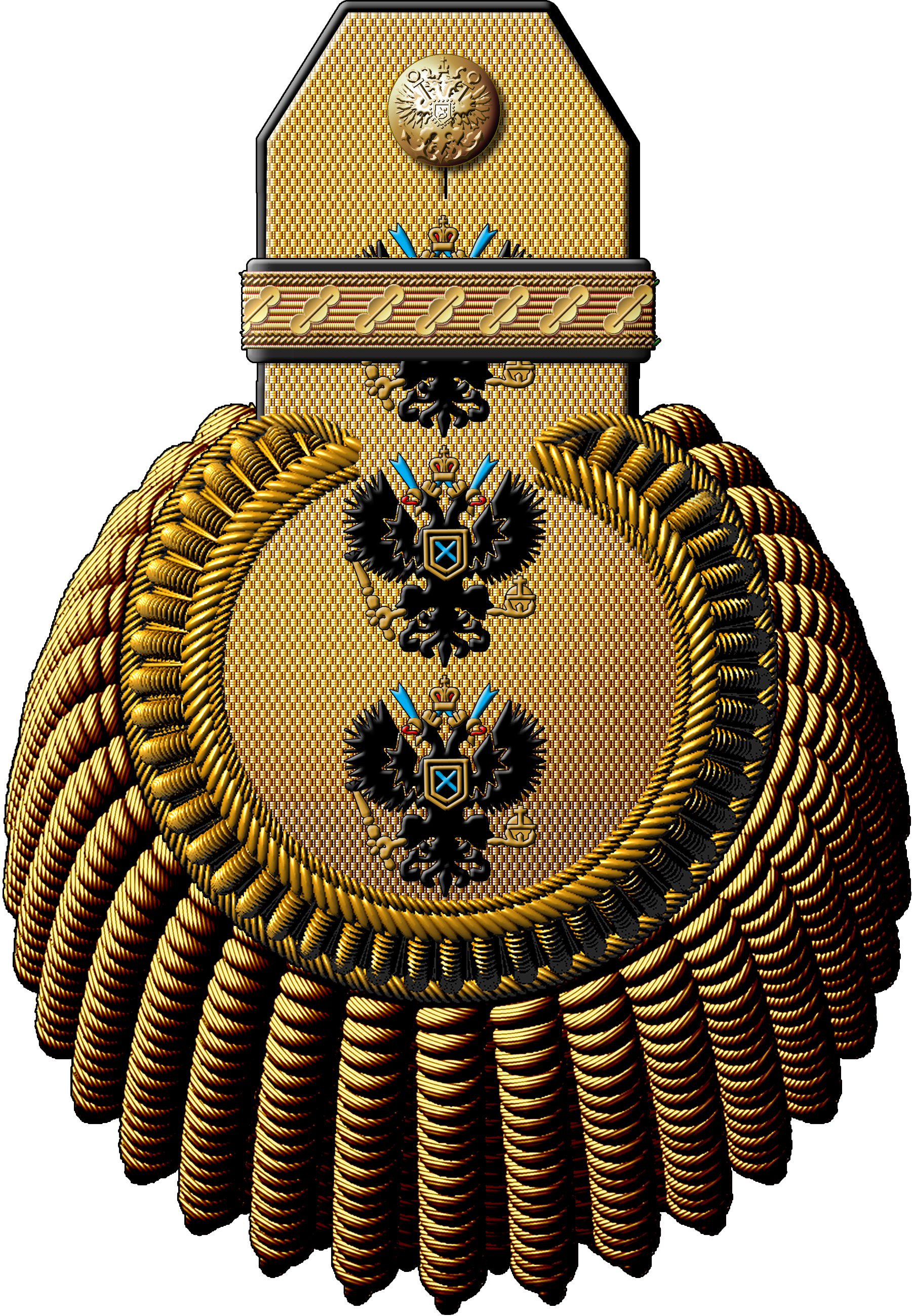
Адмиралъ البحرية الإمبراطورية الروسية (1904—1917)
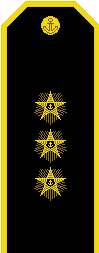
Адмирал البحرية الروسية قبل 2010
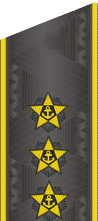
Адмирал البحرية الروسية بعد 2010
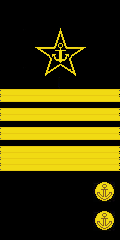
Адмирал البحرية الروسية (الكُم)
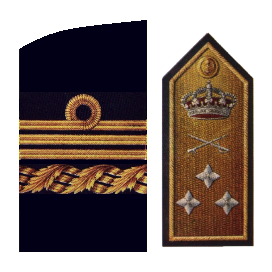
Almirante البحرية الإسبانية
(فريق أول) القوات البحرية السودانية
Amiral البحرية السويدية
二級上將 البحرية التايوانية
พลเรือเอก البحرية الملكية التايلاندية
Oramiral البحرية التركية
Адмірал البحرية الأوكرانية (النسخة القديمة)
Адмірал البحرية الأوكرانية (النسخة الجديدة)
Адмирал البحرية الأوكرانية (الكُم)
أدميرال (حافة الكتف) البحرية الملكية
أدميرال (شارة الكُم) البحرية الملكية
أدميرال البحرية الأمريكية
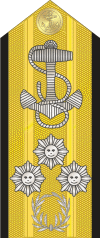
Almirante البحرية الفنزويلية
Đô đốc البحرية الفيتنامية الجنوبية (1955-1963)
Đô đốc البحرية الفيتنامية الجنوبية (1964-1975)